# Résolution 130 du Conseil de sécurité des Nations unies
Membres permanents
- Chine (Taïwan)
- États-Unis
- France
- Royaume-Uni
- URSS

Membres non permanents
- Canada
- Colombie
- Iraq
- Japon
- Panama
- Suède

Résolution no 129 Résolution no 131
La résolution 130 du Conseil de sécurité des Nations unies est une résolution du Conseil de sécurité des Nations unies adoptée le 25 novembre 1958.
Cette résolution, la quatrième de l'année 1958, relative à la Cour internationale de justice, compte tenu du décès du juge José Gustavo Guerrero survenu le  25 octobre 1958, décide qu'il sera procédé à une élection au cours de la quatorzième session.

La résolution a été adoptée.

## Texte
- Résolution 130 sur fr.wikisource.org
- Résolution 130 sur en.wikisource.org